# English Football League One 2022-23
English Football League One 2022-23, también llamada Sky BET League One por razones de patrocinio, fue la séptima temporada bajo el nombre de English Football League y la vigésimo primera edición de la Football League One desde su fundación en 2004. Un total de 24 equipos disputaron la liga, incluyendo 18 equipos de la English Football League EFL League One 2021-22, tres relegados de la Championship 2021-22 y tres promovidos de la League Two 2021-22.

## Ascensos y descensos
| Pos.  | de EFL One a EFL Championship |
| ----- | ----------------------------- |
| 1.º   | Wigan Athletic                |
| 2.º   | Rotherham United              |
| Prom. | Sunderland                    |

| Pos. | de EFL Championship a EFL One |
| ---- | ----------------------------- |
| 22.º | Peterborough United           |
| 23.º | Barnsley                      |
| 24.º | Derby County                  |

| Pos.  | de EFL Two a EFL One |
| ----- | -------------------- |
| 1.º   | Forest Green Rovers  |
| 2.º   | Exeter City          |
| 3.°   | Bristol Rovers       |
| Prom. | Port Vale            |

| Pos. | de EFL One a EFL Two |
| ---- | -------------------- |
| 21.º | Gillingham           |
| 22.º | Doncaster Rovers     |
| 23.º | Wimbledon            |
| 24.º | Crewe Alexandra      |

## Información
| Accrington Stanley  | John Coleman      | Séamus Conneely  | Adidas      | Wham                                                      |                   |                   |
| Barnsley            | Michael Duff      | Mads Andersen    | Puma        | The Investment Room                                       |                   |                   |
| Bolton Wanderers    | Ian Evatt         | Ricardo Santos   | Macron      | Servicemycar.com                                          |                   |                   |
| Bristol Rovers      | Joey Barton       | Paul Coutts      | Macron      | Utilita                                                   |                   |                   |
| Burton Albion       | Dino Maamria      | John Brayford    | TAG         | Prestec UK Ltd                                            |                   |                   |
| Cambridge United    | Mark Bonner       | Greg Taylor      | Hummel      | Mick George Group                                         |                   |                   |
| Charlton Athletic   | Ben Garner        | Jayden Stockley  | Castore     | RSK Group (Local) University Of Greenwich (Visitante)     |                   |                   |
| Cheltenham Town     | Wayne Elliott     | Sean Long        | Erreà       | Mira Showers                                              |                   |                   |
| Derby County        | Paul Warne        | Curtis Davies    | Umbro       | 32Red                                                     |                   |                   |
| Exeter City         | Matt Taylor       | Matt Jay         | Joma        | Carpetright                                               |                   |                   |
| Fleetwood Town      | Scott Brown       | Josh Vela        | Hummel      | Three                                                     |                   |                   |
| Forest Green Rovers | Ian Burchnall     | Jamille Matt     | PlayerLayer | Ecotricity                                                |                   |                   |
| Ipswich Town        | Kieran McKenna    | Sam Morsy        | Adidas      | Ed Sheeran                                                |                   |                   |
| Lincoln City        | Mark Kennedy      | Liam Bridcutt    | Erreà       | Branston                                                  |                   |                   |
| Milton Keynes Dons  | Liam Manning      | Dean Lewington   | Castore     | Suzuki                                                    |                   |                   |
| Morecambe           | Derek Adams       | Anthony O'Connor | Joma        | Mazuma                                                    |                   |                   |
| Oxford United       | Karl Robinson     | John Mousinho    | Puma        | Bangkok Glass                                             |                   |                   |
| Peterborough United | Grant McCann      | Oliver Norburn   | Puma        | Mick George Group                                         | Mick George Group | Mick George Group |
| Plymouth Argyle     | Steven Schumacher | Joe Edwards      | Puma        | Project 35                                                |                   |                   |
| Portsmouth          | Danny Cowley      | Clark Robertson  | Nike        | University of Portsmouth                                  |                   |                   |
| Port Vale           | Darrell Clarke    | Tom Conlon       | Erreà       | Synectics Solutions                                       |                   |                   |
| Sheffield Wednesday | Darren Moore      | Barry Bannan     | Macron      | Host & Stay Limited                                       |                   |                   |
| Shrewsbury Town     | Steve Cotterill   | Luke Leahy       | Umbro       | Tuffins Supermarkets (Local) Shropshire Homes (Visitante) |                   |                   |
| Wycombe Wanderers   | Gareth Ainsworth  | Joe Jacobson     | O'Neills    | Dreams (Home and Away) Cherry Red Records (Third)         |                   |                   |

## Cambios de Entrenadores
| Equipo              | Entrenador              | Tipo de salida                       | Salida                   | Posición     | Entrenador       | Entrada                  |
| ------------------- | ----------------------- | ------------------------------------ | ------------------------ | ------------ | ---------------- | ------------------------ |
| Barnsley            | Poya Asbaghi            | Renuncia                             | 24 de abril de 2022      | Pretemporada | Michael Duff     | 15 de junio de 2022      |
| Lincoln City        | Michael Appleton        | Fin de contrato                      | 30 de mayo de 2022       | Pretemporada | Mark Kennedy     | 12 de mayo de 2022       |
| Charlton Athletic   | Johnnie Jackson         | Despido.                             | 3 de mayo de 2022        | Pretemporada | Ben Garner       | 8 de junio de 2022       |
| Fleetwood Town      | Stephen Crainey         | Colocado como entrenador del sub-23. | 4 de mayo de 2022        | Pretemporada | Scott Brown      | 12 de mayo de 2022       |
| Forest Green Rovers | Rob Edwards             | Fichado por Watford.                 | 11 de mayo de 2022       | Pretemporada | Ian Burchnall    | 27 de mayo de 2022       |
| Cheltenham Town     | Michael Duff            | Fichado por Barnsley                 | 13 de junio de 2022      | Pretemporada | Wade Elliott     | 27 de junio              |
| Derby County        | Wayne Rooney            | Renuncia.                            | 24 de junio de 2022      | Pretemporada | Liam RoseniorINT | 24 de junio de 2022      |
| Burton Albion       | Jimmy Floyd Hasselbaink | Renuncia.                            | 5 de septiembre de 2022  | 24°          | Dino Maamria     | 5 de septiembre de 2022  |
| Derby County        | Liam Rosenior           | Fin de interinidad.                  | 21 de septiembre de 2022 | 7°           | Paul Warne       | 22 de septiembre de 2022 |

## Localización
| Condado           | N.º | Equipos                                        |
| ----------------- | --- | ---------------------------------------------- |
| Lancashire        | 3   | Accrington Stanley, Fleetwood Town y Morecambe |
| Yorkshire del Sur | 2   | Barnsley y Sheffield Wednesday                 |
| Cambridgeshire    | 2   | Cambridge United y Peterborough United         |
| Gloucestershire   | 2   | Cheltenham Town y Forest Green Rovers          |
| Buckinghamshire   | 2   | Milton Keynes Dons y Wycombe Wanderers         |
| Devon             | 2   | Exeter City y Plymouth Argyle                  |
| Staffordshire     | 2   | Burton Albion y Port Vale                      |
| Bristol           | 1   | Bristol Rovers                                 |
| Gran Londres      | 1   | Charlton Athletic                              |
| Gran Mánchester   | 1   | Bolton Wanderers                               |
| Derbyshire        | 1   | Derby County                                   |
| Lincolnshire      | 1   | Lincoln City                                   |
| Oxfordshire       | 1   | Oxford United                                  |
| Shropshire        | 1   | Shrewsbury Town                                |
| Suffolk           | 1   | Ipswich Town                                   |

## Clasificación
Los dos primeros equipos de la clasificación ascienden directamente a la EFL Championship 2023-24, los clubes ubicados del tercer al sexto puesto disputan un play-off para determinar un tercer ascenso. Por otro lado, los 4 últimos equipos de la clasificación, descenderán directamente a la EFL League Two.
| Pos. | Equipo                  | Pts. | PJ | G  | E  | P  | GF  | GC | Dif. | Clasificación 2022-23               |
| ---- | ----------------------- | ---- | -- | -- | -- | -- | --- | -- | ---- | ----------------------------------- |
| 1    | Plymouth Argyle (A)     | 101  | 46 | 31 | 8  | 7  | 82  | 47 | +35  | Ascenso a la EFL Championship.      |
| 2    | Ipswich Town (A)        | 98   | 46 | 28 | 14 | 4  | 101 | 35 | +66  | Ascenso a la EFL Championship.      |
| 3    | Sheffield Wednesday (A) | 96   | 46 | 28 | 12 | 6  | 81  | 37 | +44  | Play-offs para la EFL Championship. |
| 4    | Barnsley (X)            | 86   | 46 | 26 | 8  | 12 | 80  | 47 | +33  | Play-offs para la EFL Championship. |
| 5    | Bolton Wanderers (X)    | 81   | 46 | 23 | 12 | 11 | 62  | 36 | +26  | Play-offs para la EFL Championship. |
| 6    | Peterborough United (X) | 77   | 46 | 24 | 5  | 17 | 75  | 54 | +21  | Play-offs para la EFL Championship. |
| 7    | Derby County            | 76   | 46 | 21 | 13 | 12 | 67  | 46 | +21  |                                     |
| 8    | Portsmouth              | 70   | 46 | 17 | 19 | 10 | 61  | 50 | +11  |                                     |
| 9    | Wycombe Wanderers       | 69   | 46 | 20 | 9  | 17 | 59  | 51 | +8   |                                     |
| 10   | Charlton Athletic       | 62   | 46 | 16 | 14 | 16 | 70  | 66 | +4   |                                     |
| 11   | Lincoln City            | 62   | 46 | 14 | 20 | 12 | 47  | 47 | 0    |                                     |
| 12   | Shrewsbury Town         | 59   | 46 | 17 | 8  | 21 | 52  | 61 | −9   |                                     |
| 13   | Fleetwood Town          | 58   | 46 | 14 | 16 | 16 | 53  | 51 | +2   |                                     |
| 14   | Exeter City             | 56   | 46 | 15 | 11 | 20 | 64  | 68 | −4   |                                     |
| 15   | Burton Albion           | 56   | 46 | 15 | 11 | 20 | 57  | 79 | −22  |                                     |
| 16   | Cheltenham Town         | 54   | 46 | 14 | 12 | 20 | 45  | 61 | −16  |                                     |
| 17   | Bristol Rovers          | 53   | 46 | 14 | 11 | 21 | 58  | 73 | −15  |                                     |
| 18   | Port Vale               | 49   | 46 | 13 | 10 | 23 | 48  | 71 | −23  |                                     |
| 19   | Oxford United           | 47   | 46 | 11 | 14 | 21 | 49  | 56 | −7   |                                     |
| 20   | Cambridge United        | 46   | 46 | 13 | 7  | 26 | 41  | 68 | −27  |                                     |
| 21   | Milton Keynes Dons (D)  | 45   | 46 | 11 | 12 | 23 | 44  | 66 | −22  | Descenso a la EFL League Two.       |
| 22   | Morecambe (D)           | 44   | 46 | 10 | 14 | 22 | 47  | 78 | −31  | Descenso a la EFL League Two.       |
| 23   | Accrington Stanley (D)  | 44   | 46 | 11 | 11 | 24 | 40  | 77 | −37  | Descenso a la EFL League Two.       |
| 24   | Forest Green Rovers (D) | 27   | 46 | 6  | 9  | 31 | 31  | 89 | −58  | Descenso a la EFL League Two.       |

Actualizado a los partidos jugados el 7 de mayo de 2023.
 Fuente: EFL

## Play-offs

### Cuadro de desarrollo
|  | Semifinales                                                    | Semifinales                                                    | Semifinales                                                    | Semifinales                                                    | Semifinales                                                    |   |                     | Final               | Final              | Final              |  |
|  | 12 y 13 de mayo de 2023 (ida) 18 y 19 de mayo de 2023 (vuelta) | 12 y 13 de mayo de 2023 (ida) 18 y 19 de mayo de 2023 (vuelta) | 12 y 13 de mayo de 2023 (ida) 18 y 19 de mayo de 2023 (vuelta) | 12 y 13 de mayo de 2023 (ida) 18 y 19 de mayo de 2023 (vuelta) | 12 y 13 de mayo de 2023 (ida) 18 y 19 de mayo de 2023 (vuelta) |   |                     | 29 de mayo de 2023  | 29 de mayo de 2023 | 29 de mayo de 2023 |  |
|  |                                                                |                                                                |                                                                |                                                                |                                                                |   |                     |                     |                    |                    |  |
|  |                                                                |                                                                |                                                                |                                                                |                                                                |   |                     |                     |                    |                    |  |
|  | 3                                                              | Sheffield Wednesday                                            | 0                                                              | 5                                                              | 5 (5)                                                          |   |                     |                     |                    |                    |  |
|  | 3                                                              | Sheffield Wednesday                                            | 0                                                              | 5                                                              | 5 (5)                                                          |   |                     |                     |                    |                    |  |
|  | 6                                                              | Peterborough United                                            | 4                                                              | 1                                                              | 5 (3)                                                          |   |                     |                     |                    |                    |  |
|  | 6                                                              | Peterborough United                                            | 4                                                              | 1                                                              | 5 (3)                                                          |   | Sheffield Wednesday | Sheffield Wednesday | 1                  |                    |  |
|  |                                                                |                                                                |                                                                |                                                                |                                                                |   | Sheffield Wednesday | Sheffield Wednesday | 1                  |                    |  |
|  |                                                                |                                                                | Barnsley                                                       | Barnsley                                                       | 0                                                              |   |                     |                     |                    |                    |  |
|  | 4                                                              | Barnsley                                                       | Barnsley                                                       | Barnsley                                                       | 0                                                              | 1 | 1                   | 2                   |                    |                    |  |
|  | 4                                                              | Barnsley                                                       |                                                                |                                                                |                                                                | 1 | 1                   | 2                   |                    |                    |  |
|  | 5                                                              | Bolton Wanderers                                               | 1                                                              | 0                                                              | 1                                                              |   |                     |                     |                    |                    |  |
|  | 5                                                              | Bolton Wanderers                                               | 1                                                              | 0                                                              | 1                                                              |   |                     |                     |                    |                    |  |
|  |                                                                |                                                                |                                                                |                                                                |                                                                |   |                     |                     |                    |                    |  |

### Semifinales
- Los horarios corresponden al huso horario de verano británico BST (UTC+1).

| Ida; 12 de mayo de 2023 | Peterborough United                                    | 4 – 0   | Sheffield Wednesday | Weston Homes Stadium, Peterborough                            |                                                               |
| 20:00                   | - Taylor 20' - Ward 36' - Poku 50' - Clarke-Harris 82' | Reporte |                     | Asistencia: 12 569 espectadores Árbitro(s): Anthony Backhouse | Asistencia: 12 569 espectadores Árbitro(s): Anthony Backhouse |

| Vuelta; 18 de mayo de 2023 | Sheffield Wednesday                                                        | 5 – 1 (t. s.)(5 – 3 p.)(Global 5 – 5) | Peterborough United                          | Hillsborough, Sheffield                                |                                                        |
| 20:00                      | - Smith 9' (pen.) - Gregory 25' - James 71' - Palmer 90+8' - Paterson 112' | Reporte                               | Gregory 105' (a.g.)                          | Asistencia: 31 835 espectadores Árbitro(s): David Webb | Asistencia: 31 835 espectadores Árbitro(s): David Webb |
|                            |                                                                            | Tiros desde el punto penal            |                                              |                                                        |                                                        |
|                            | Smith · Vaulks · Bannan · Windass · Hunt                                   |                                       | Clarke-Harris · Butler · Norburn · Tshimanga |                                                        |                                                        |

| Ida; 13 de mayo de 2023 | Bolton Wanderers | 1 – 1   | Barnsley   | University of Bolton Stadium, Bolton                       |                                                            |
| 15:00                   | Charles 67'      | Reporte | Cadden 63' | Asistencia: 23 450 espectadores Árbitro(s): Andrew Kitchen | Asistencia: 23 450 espectadores Árbitro(s): Andrew Kitchen |

| Vuelta; 19 de mayo de 2023 | Barnsley     | 1 – 0 (Global 2 – 1) | Bolton Wanderers | Oakwell, Barnsley                                             |                                                               |
| 20:00                      | Kitching 24' | Reporte              |                  | Asistencia: 16 274 espectadores Árbitro(s): Michael Salisbury | Asistencia: 16 274 espectadores Árbitro(s): Michael Salisbury |

### Final
| Vuelta; 29 de mayo de 2023 | Sheffield Wednesday | 1 – 0 (t. s.) | Barnsley | Estadio de Wembley, Londres                              |                                                          |
| 13:30                      | Windass 120+3'      |               |          | Asistencia: 72 492 espectadores Árbitro(s): Tim Robinson | Asistencia: 72 492 espectadores Árbitro(s): Tim Robinson |

| Sheffield Wednesday | v.s | Barnsley |